# Чулуут
Чулуут (монг.: Чулуут ) – сомон Архангайського аймаку Монголії. Територія 3,9 тис. км², населення 4,5 тис. чол.. Центр селище Жаргалант. Знаходиться на відстані 127 км від Цецерлега, 580 км від Улан-Батора. Сфера обслуговування, школа, лікарня.

## Рельєф
Хребти Хангаю /3600 м/, Хайрхан /3388 м/, Ег, Хуремт, Харлагтайн сарьдаг /3540 м/, Цогтсумбер, Жаргалант, Гичгене и др. Долини Чулуут и Хануйя. Річки Чулуут та Хануй і їх притоки, багато неглибоких озер, гарячі та холодні мінеральні джерела.

## Корисні копалини
Залізна руда, свинець, золото, дорогоцінне каміння, будівельна сировина

## Клімат
Різкоконтинентальний клімат, середня температура січня -20 градусів, липня +12-16 градусів, протягом року в середньому випадає 300-450 мм опадів.

## Тваринний світ
Водяться лисиці, вовки, кішки-манули, козулі, аргаль, дикі кози, кабани, зайці, тарбагани.

## Межі сомону
Сомон межує з такими сомонами аймаку Архангай: Хангай, Ундер-Улаан, Іхтамір, Жаргалант.